# Val-de-Vière
Val-de-Vière  là một xã thuộc tỉnh Marne trong vùng Grand Est đông nam nước Pháp. Xã này có diện tích 19,25 km2, dân số năm 2006 là 122 người.